# Дом-музей Николоза Бараташвили
Дом-музей Николоза Бараташвили (груз. ნიკოლოზ ბარათაშვილის სახლ-მუზეუმი) — учреждение культуры в городе Тбилиси (ул. Чахрухадзе, 17).
Дом-музей ведёт активную работу — проводятся вечера музыки и поэзии, выставки, презентации книг, проходят культурные встречи в рамках программы «Диалог культур», проводится литературный конкурс «Малая проза».

## Экспозиция
Экспозиция музея посвящена жизни и творчеству рано умершего выдающегося грузинского поэта-романтика Николоза Бараташвили (1817—1845). В фондах музея более 2 000 экспонатов (личные вещи, фотоматериалы, живописные и графические работы, рукописи, старинная мебель и т. д.)
При создании музея была предпринята попытка воссоздать окружавшую Бараташвили обстановку, при выборе стиля оформления музейных залов в качестве образца использовался салон Екатерины Чавчавадзе. Ей посвятил своё творчество безответно в неё влюбленный выдающийся грузинский поэт.

## История
Открыт 31 октября 1982 года при активном участии классика грузинской литературы Нодара Думбадзе.
Считается, что исторический особняк последней четверти XIX века, в котором открыт музей, сохранил в себе элементы дома, в котором жил Бараташвили.